# 275号加利福尼亚州州道
275号加利福尼亚州州道（英語：California State Route 275，SR275）是美国加利福尼亚州的萨克拉门托地区的一条较短的州级公路。该公路包括了西萨克拉门托和萨克拉门托市区之间的塔桥。